# 聞龍
聞龍（1551年8月6日—1631年4月29日） ，字隐鳞，一字仲连，晚号飞遁翁，浙江鄞縣（今宁波市）人，晚明隐士、诗人，茶学家。

## 生平
出自鄞县世家，从祖闻泽、祖父闻渊，皆为明朝重臣。擅长写诗。崇祯年间，朝廷举贤良方正，聞龍坚辞不就，寄情山水。享壽八十一岁。事迹载于《宁波府志》、《鄞县志》等方志中。

## 茶学
聞龍在崇禎三年（1630年）左右，著有《茶笺》，是研究明朝茶道的重要著作。全文类似于笔记，一千余字，分为十则，主要讲述茶叶炒制，收藏等方法，对研究明朝制茶工艺很有价值。